# Leader of the House of Commons

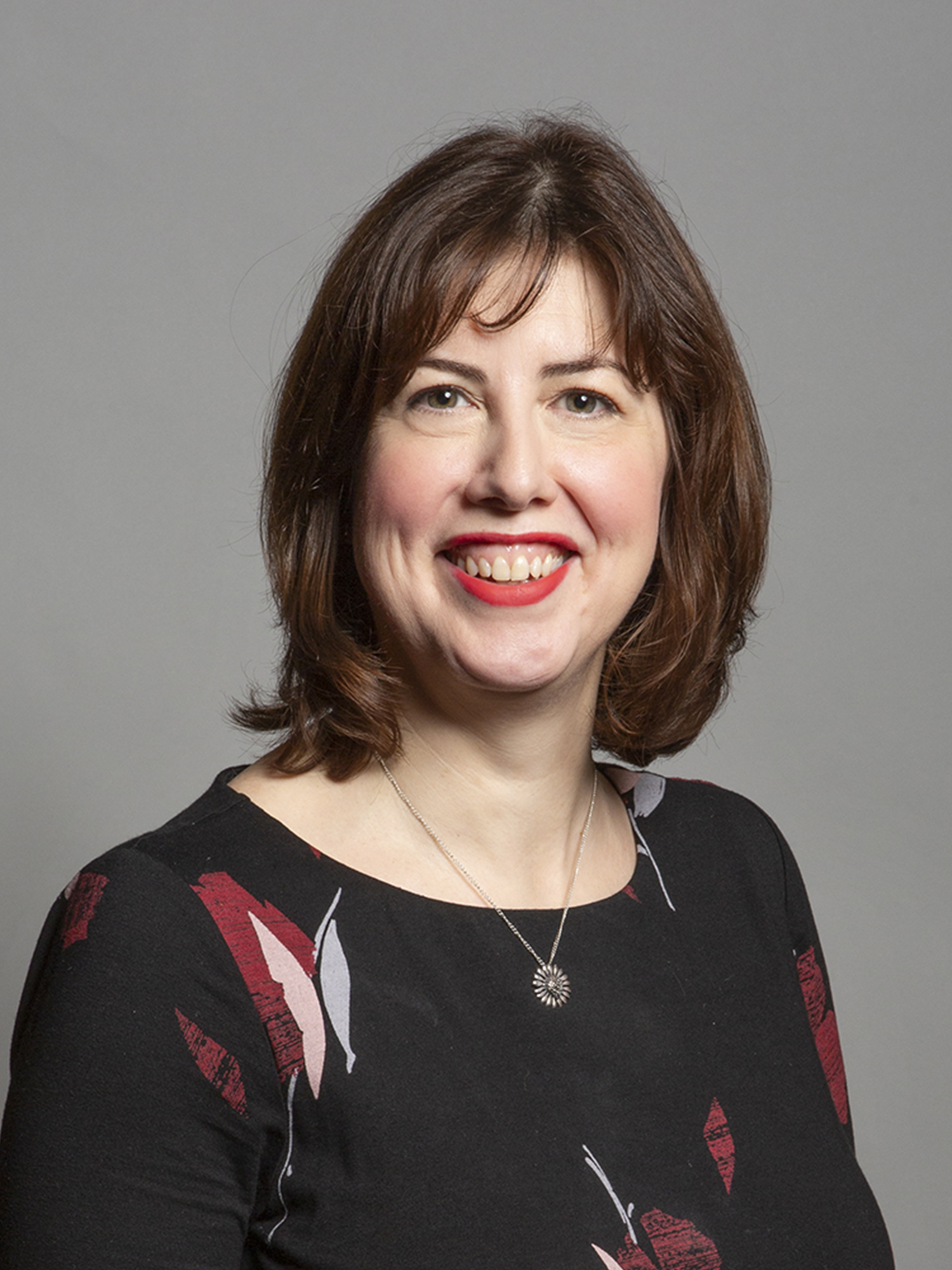
Lucy Powell

Das Amt des Leader of the House of Commons (dt. Führer des Unterhauses) ist eine Position innerhalb der Regierung des Vereinigten Königreiches Großbritannien und Nordirland. Inhaberin ist seit dem 5. Juli 2024 Lucy Powell.

## Aufgaben
Die Aufgaben des Leader of the House of Commons umfassen:
- die Bekanntgabe der von der Regierung für die kommende Sitzungswoche geplanten Vorhaben im House of Commons, in der Regel donnerstags
- den Vorsitz im Kabinettsausschuss für Parliamentary Business and Legislation
- die Vertretung des Premierministers bei offiziellen Verpflichtungen, etwa den Prime Minister’s Questions. Hier kamen traditionell eher der Vize-Premierminister oder der First Secretary of State zum Einsatz.

Bei der Erfüllung seiner Aufgaben arbeitet der Leader of the House of Commons mit dem Chief Whip der Regierungsfraktion zusammen. Bis 2018 gab es einen Stellvertreter (Deputy), diesen Posten hatte zuletzt Michael Ellis inne.
Das Büro des Leader of the House of Commons wird dem Cabinet Office zugerechnet. Mit dem Leader of the House of Lords gibt es eine ähnliche Position im Oberhaus, Amtsinhaber ist, Stand Juli 2024, Angela Smith, Baroness Smith of Basildon. Beide Ämter werden zusammenfassend als Leader of the House  bezeichnet. Ihre Inhaber zählen zwar nicht zum Kabinett, nehmen aber gleichwohl an dessen Sitzungen teil.
Analog zum Leader of the House of Commons gibt es auf der Oppositionsseite seit Mitte der 1950er Jahre auch einen Shadow Leader of the House of Commons als Mitglied des Schattenkabinetts. Diese Position besetzt seit Mai 2021 die Labour-Abgeordnete Thangam Debbonaire.

## Geschichte
Die Bezeichnung etablierte sich um die Mitte des 19. Jahrhunderts, die Funktion ist aber älter. Bis zum Zweiten Weltkrieg übernahm der Premierminister, sofern er Mitglied des Unterhauses war, die Funktion selbst, ab 1922 unterstützt durch einen Deputy, der sich um die alltäglichen Geschäfte kümmerte. Seither gibt es einen eigenständigen Leader, dem zeitweise ebenfalls ein Deputy zugeordnet war. Da die Position nicht gesetzlich verankert ist und der Amtsinhaber auch nicht offiziell von der Krone ernannt wird, wird sie mit einer anderen verknüpft. In jüngerer Vergangenheit war es die des Lord President of the Council.